# Feixes del Serrat de Pena
Les Feixes del Serrat de Pena és una partida d'antigues vinyes disposades en feixes, actualment abandonades, del terme municipal de Castell de Mur, dins de l'antic terme de Guàrdia de Tremp, al Pallars Jussà, en territori del poble de Cellers.
Estan situades al sud de les Cases de l'Estació de Cellers, al capdamunt d'una cinglera de la riba esquerra de la Noguera Pallaresa, a llevant del Serrat de Pena i a ponent de la presa de Terradets, al nord-est de la Roca Regina.